# Route de l'engagé
 (février 2015).
La Route de l'engagé (International Indentured Labour Route) est l'aboutissement d'un travail de réhabilitation de la mémoire des engagés entrepris à Maurice par deux pionniers, Bhikramsingh Ramlallah et Khal Torabully. Le premier a milité dans les années 60 pour que le Coolie Ghat, maintenant l'Aapravasi Ghat, ne sombre pas dans l'oubli. L'UNESCO l'a classé comme premier site relatif à la symbolique de l'engagisme, au Patrimoine mondial de l'Humanité en 2006.

## Explication
Khal Torabully, poète et sémiologue a ouvert l'engagisme à une poétique — la coolitude — et à une philosophie humaniste, au travers des écrits mêlant théories et analyses sociologiques, anthropologiques et sémiologiques, proposant, il y a une quinzaine d'années[Quand ?], à l'UNESCO, par le biais de Federico Mayor, ex directeur général de l'UNESCO, et de Doudou Diène, créateur de la Route de l'esclave et de la route al-Andalus, de penser à la création d'une route commémorant l'itinéraire des coolies ou engagés dans une trentaine de pays. Cette migration, commencée vers 1830 devait durer jusqu'en 1920.[réf. nécessaire]
En 2013, l'Aapravasi Ghat confie au concepteur de la coolitude le soin de poursuivre ses efforts auprès de l'UNESCO, pour un classement de cette route, car le gouvernement mauricien souhaitait cette reconnaissance pour la commémoration du 180e anniversaire de l'arrivée des travailleurs engagés à Maurice le 2 novembre 2014.[réf. nécessaire] Il est soutenue dans cette démarche par le Dr Doudou Diène, concepteur de la Route de l'Esclave de l'UNESCO.
Le travail d'inscription se fit au mois d'octobre 2014, par le biais d'une délégation mauriciano-indienne. Celle-ci défendit ardemment le projet et la route fut classée selon son critère indubitablement patrimonial et aussi, pour ce que l'engagisme a donné comme vision du monde à travers la coolitude, un humanisme de la diversité. Celui-ci a permis d'articuler les mémoires et histoires de l'esclavage et de l'engagisme, un fait exemplaire pour les sociétés façonnées par les économies taylorisées du XIXe siècle.[réf. nécessaire] Et facteur contribuant à la promotion de la culture de la paix prônée par l'UNESCO.[Interprétation personnelle ?] Le caractère inclusif de cette vision inclusive de l'engagisme (même si le terme coolitude n'y figure pas expressément) est contenu dans les prémisses de cette route, à savoir la nécessité de l'engagisme de dialoguer avec l'esclavage, d'avoir une portée transculturelle et de contribuer à la culture de la paix des routes de l'Unesco, en favorisant la compréhension entre les mémoires, histoires, cultures et imaginaires.

## Sources
- http://www.panapress.com/Mauritius--UNESCO-approves-international-indentured-Labour-Route-Project---13-630408744-0-lang2-index.html
- http://www.deccanherald.com/content/439158/unesco-study-historic-migration-indian.html
- http://www.defimedia.info/news-sunday/nos-news/item/62405-arrival-of-indentured-labourers-celebrated.html
- http://www.aapravasighat.org/English/Education/Documents/Souvenir%20Magazine%202014.pdf
- http://www.potomitan.info/torabully/coolies.php
- L'histoire de la Route des Engagés de l'UNESCO https://www.lemauricien.com/le-mauricien/the-story-of-the-international-indentured-labour-route-project-and-its-philosophy/400344/
- Première méthodologie articulant esclavage et engagisme, https://www.potomitan.info/torabully/fet_kaf.php
- L'histoire de la Route des Engagés, https://www.lemauricien.com/le-mauricien/the-story-of-the-international-indentured-labour-route-project-and-its-philosophy/400344/